# Volkswagen Phideon
El Volkswagen Phideon es un automóvil del segmento E que fue producido por el fabricante alemán Volkswagen. Este lujoso auto solo se vendió en China y sustituyó al Volkswagen Phaeton desde el año 2016.

## Motorizaciones
- Gasolina 380 TSI y 480 V6

## Ventas
| Año  | Producción |
| ---- | ---------- |
| 2016 | 5.131      |
| 2017 | 13.014     |
| 2018 | 24.102     |
| 2019 | 13.750     |
| 2020 | 10.344     |
| 2021 | 6.618      |
| 2022 | 7.480      |
| 2023 | 31         |